# 徳島県高等学校サッカー選手権大会
全国高等学校サッカー選手権大会における徳島県勢の成績について記す。
全国高等学校サッカー選手権大会徳島県大会は徳島県サッカー協会、徳島県高等学校体育連盟、四国放送が主催する。
最高成績は第75回大会の徳島商のベスト4。最多出場は徳島商の40回である。

## 歴代代表校
| 年度              | 出場校                     | 試合結果 | 試合結果                   | 成績     |
| ----------------- | -------------------------- | -------- | -------------------------- | -------- |
| 1933年（第16回）  | 徳島商（初出場）           | 1回戦    | ● 0 - 12 青山師範          | 初戦敗退 |
| 1948年（第27回）  | 富岡一（初出場）           | 1回戦    | ● 1 - 3 海星中             | 初戦敗退 |
| 1949年（第28回）  | 富岡西（2年連続2回目）     | 1回戦    | ● 1 - 5 刈谷               | 初戦敗退 |
| 1951年（第30回）  | 富岡西（2年ぶり3回目）     | 1回戦    | ○ 3 - 2 韮崎               | ベスト8  |
| 1951年（第30回）  | 富岡西（2年ぶり3回目）     | 準々決勝 | ● 0 - 1 浦和               | ベスト8  |
| 1954年（第33回）  | 富岡西（3年ぶり4回目）     | 2回戦    | ● 3 - 4 仙台育英           | 初戦敗退 |
| 1955年（第34回）  | 富岡西（2年連続5回目）     | 2回戦    | ● 0 - 3 浦和               | 初戦敗退 |
| 1956年（第35回）  | 徳島商（22年ぶり2回目）    | 1回戦    | ● 0 - 5 刈谷               | 初戦敗退 |
| 1958年（第37回）  | 徳島商（2年ぶり3回目）     | 1回戦    | ● 0 - 3 穂高               | 初戦敗退 |
| 1959年（第38回）  | 徳島商（2年連続4回目）     | 1回戦    | ● 2 - 3 松本深志           | 初戦敗退 |
| 1960年（第39回）  | 徳島商（3年連続5回目）     | 1回戦    | ● 2 - 4 清水丘             | 初戦敗退 |
| 1961年（第40回）  | 徳島商（4年連続6回目）     | 1回戦    | ○ 3 - 1 岐阜商             | 2回戦    |
| 1961年（第40回）  | 徳島商（4年連続6回目）     | 2回戦    | ● 0 - 0 甲賀               | 2回戦    |
| 1962年（第41回）  | 徳島商（5年連続7回目）     | 1回戦    | ● 0 - 5 藤枝東             | 初戦敗退 |
| 1963年（第42回）  | 徳島商（6年連続8回目）     | 1回戦    | ○ 3 - 0 函館有斗           | 2回戦    |
| 1963年（第42回）  | 徳島商（6年連続8回目）     | 2回戦    | ● 1 - 1 勝山               | 2回戦    |
| 1964年（第43回）  | 徳島商（7年連続9回目）     | 1回戦    | ● 1 - 2 帝京               | 初戦敗退 |
| 1965年（第44回）  | 徳島商（8年連続10回目）    | 1回戦    | ● 1 - 3 仙台育英           | 初戦敗退 |
| 1966年（第45回）  | 徳島商（9年連続11回目）    | 1回戦    | ● 1 - 2 秋田商             | 初戦敗退 |
| 1967年（第46回）  | 徳島商（10年連続12回目）   | 1回戦    | ● 0 - 0 秋田商             | 初戦敗退 |
| 1968年（第47回）  | 徳島商（11年連続13回目）   | 1回戦    | ● 0 - 6 秋田商             | 初戦敗退 |
| 1970年（第49回）  | 徳島商（2年ぶり14回目）    | 1回戦    | ○ 2 - 1 郡山商             | ベスト8  |
| 1970年（第49回）  | 徳島商（2年ぶり14回目）    | 準々決勝 | ● 1 - 3 浜名               | ベスト8  |
| 1971年（第50回）  | 徳島商（2年連続15回目）    | 2回戦    | ○ 1 - 0 初芝               | ベスト8  |
| 1971年（第50回）  | 徳島商（2年連続15回目）    | 準々決勝 | ● 0 - 1 帝京               | ベスト8  |
| 1972年（第51回）  | 徳島商（3年連続16回目）    | 1回戦    | ○ 0 - 0 浜田               | ベスト8  |
| 1972年（第51回）  | 徳島商（3年連続16回目）    | 2回戦    | ○ 1 - 0 習志野             | ベスト8  |
| 1972年（第51回）  | 徳島商（3年連続16回目）    | 準々決勝 | ● 0 - 1 関西大倉           | ベスト8  |
| 1974年（第53回）  | 徳島商（2年ぶり17回目）    | 1回戦    | ○ 2 - 0 金沢経大附星稜     | ベスト8  |
| 1974年（第53回）  | 徳島商（2年ぶり17回目）    | 2回戦    | ○ 4 - 2 膳所               | ベスト8  |
| 1974年（第53回）  | 徳島商（2年ぶり17回目）    | 準々決勝 | ● 1 - 1 関西大倉 （5－6）  | ベスト8  |
| 1975年（第54回）  | 徳島商（2年連続18回目）    | 1回戦    | ● 3 - 3 福岡商 (3－4)      | 初戦敗退 |
| 1976年（第55回）  | 川島（初出場）             | 1回戦    | ○ 1 - 0 富山東             | ベスト8  |
| 1976年（第55回）  | 川島（初出場）             | 2回戦    | ○ 5 - 1 豊見城             | ベスト8  |
| 1976年（第55回）  | 川島（初出場）             | 準々決勝 | ● 2 - 3 浦和南             | ベスト8  |
| 1977年（第56回）  | 徳島商（2年ぶり19回目）    | 1回戦    | ● 1 - 2 愛知               | 初戦敗退 |
| 1978年（第57回）  | 徳島商（2年連続20回目）    | 1回戦    | ○ 2 - 0 豊科               | ベスト8  |
| 1978年（第57回）  | 徳島商（2年連続20回目）    | 2回戦    | ○ 1 - 0 韮崎               | ベスト8  |
| 1978年（第57回）  | 徳島商（2年連続20回目）    | 準々決勝 | ● 0 - 1 室蘭大谷           | ベスト8  |
| 1979年（第58回）  | 徳島商（3年連続21回目）    | 1回戦    | ● 0 - 2 愛知               | 初戦敗退 |
| 1980年（第59回）  | 徳島商（4年連続22回目）    | 1回戦    | ● 1 - 3 清水東             | 初戦敗退 |
| 1981年（第60回）  | 徳島商（5年連続23回目）    | 1回戦    | ● 1 - 1 仙台向山 （3－4）  | 初戦敗退 |
| 1982年（第61回）  | 徳島商（6年連続24回目）    | 1回戦    | ● 2 - 2 金沢西 （6－7）    | 初戦敗退 |
| 1983年（第62回）  | 徳島商（7年連続25回目）    | 2回戦    | ○ 3 - 1 新潟工             | ベスト8  |
| 1983年（第62回）  | 徳島商（7年連続25回目）    | 3回戦    | ○ 2 - 2 京都商 （5－4）    | ベスト8  |
| 1983年（第62回）  | 徳島商（7年連続25回目）    | 準々決勝 | ● 1 - 3 韮崎               | ベスト8  |
| 1984年（第63回）  | 徳島商（8年連続26回目）    | 1回戦    | ● 0 - 1 刈谷               | 初戦敗退 |
| 1985年（第64回）  | 徳島市立（初出場）         | 1回戦    | ○ 2 - 0 金沢西             | 2回戦    |
| 1985年（第64回）  | 徳島市立（初出場）         | 2回戦    | ● 0 - 1 磐城               | 2回戦    |
| 1986年（第65回）  | 徳島商（2年ぶり27回目）    | 2回戦    | ● 0 - 3 東海大一           | 初戦敗退 |
| 1987年（第66回）  | 徳島市立（2年ぶり2回目）   | 1回戦    | ● 0 - 0 佐野日大 （1－3）  | 初戦敗退 |
| 1988年（第67回）  | 徳島商（2年ぶり28回目）    | 1回戦    | ● 0 - 1 仙台育英           | 初戦敗退 |
| 1989年（第68回）  | 徳島商（2年ぶり29回目）    | 2回戦    | ● 0 - 3 清水東             | 初戦敗退 |
| 1990年（第69回）  | 徳島市立（2年ぶり3回目）   | 3回戦    | ○ 4 - 0 前橋育英           | 3回戦    |
| 1990年（第69回）  | 徳島市立（2年ぶり3回目）   | 3回戦    | ● 0 - 1 習志野             | 3回戦    |
| 1991年（第70回）  | 徳島市立（2年連続4回目）   | 1回戦    | ○ 4 - 1 盛岡市立           | 3回戦    |
| 1991年（第70回）  | 徳島市立（2年連続4回目）   | 2回戦    | ○ 4 - 1 北陽               | 3回戦    |
| 1991年（第70回）  | 徳島市立（2年連続4回目）   | 3回戦    | ● 0 - 1 市船橋             | 3回戦    |
| 1992年（第71回）  | 徳島市立（3年連続5回目）   | 1回戦    | ○ 4 - 2 大垣工             | 3回戦    |
| 1992年（第71回）  | 徳島市立（3年連続5回目）   | 2回戦    | ○ 1 - 0 仙台育英           | 3回戦    |
| 1992年（第71回）  | 徳島市立（3年連続5回目）   | 3回戦    | ● 1 - 1 習志野 （7－8）    | 3回戦    |
| 1993年（第72回）  | 徳島市立（4年連続6回目）   | 1回戦    | ○ 1 - 0 富山一             | 2回戦    |
| 1993年（第72回）  | 徳島市立（4年連続6回目）   | 2回戦    | ● 0 - 1 桐光学園           | 2回戦    |
| 1994年（第73回）  | 徳島市立（5年連続7回目）   | 1回戦    | ○ 5 - 1 星稜               | 2回戦    |
| 1994年（第73回）  | 徳島市立（5年連続7回目）   | 2回戦    | ● 0 - 1 四日市中央工       | 2回戦    |
| 1995年（第74回）  | 徳島市立（6年連続8回目）   | 1回戦    | ● 0 - 2 前橋商             | 初戦敗退 |
| 1996年（第75回）  | 徳島商（7年ぶり30回目）    | 1回戦    | ○ 3 - 3 大船渡 （4－2）    | ベスト4  |
| 1996年（第75回）  | 徳島商（7年ぶり30回目）    | 2回戦    | ○ 1 - 1 神戸弘陵 （7－6）  | ベスト4  |
| 1996年（第75回）  | 徳島商（7年ぶり30回目）    | 3回戦    | ○ 3 - 2 光星学院           | ベスト4  |
| 1996年（第75回）  | 徳島商（7年ぶり30回目）    | 準々決勝 | ○ 0 - 0 鹿児島実 （4－1）  | ベスト4  |
| 1996年（第75回）  | 徳島商（7年ぶり30回目）    | 準決勝   | ● 1 - 4 市船橋             | ベスト4  |
| 1997年（第76回）  | 徳島市立（2年ぶり9回目）   | 2回戦    | ● 0 - 2 大船渡             | 初戦敗退 |
| 1998年（第77回）  | 徳島市立（2年連続10回目）  | 1回戦    | ● 1 - 3 岐阜工             | 初戦敗退 |
| 1999年（第78回）  | 徳島商（3年ぶり31回目）    | 1回戦    | ● 0 - 2 市船橋             | 初戦敗退 |
| 2000年（第79回）  | 徳島商（2年連続32回目）    | 1回戦    | ● 1 - 4 遠野               | 初戦敗退 |
| 2001年（第80回）  | 徳島市立（3年ぶり11回目）  | 1回戦    | ● 0 - 2 帝京三             | 初戦敗退 |
| 2002年（第81回）  | 鳴門（初出場）             | 1回戦    | ○ 1 - 0 水橋               | 2回戦    |
| 2002年（第81回）  | 鳴門（初出場）             | 2回戦    | ● 1 - 2 滝川二             | 2回戦    |
| 2003年（第82回）  | 徳島商（3年ぶり33回目）    | 1回戦    | ● 0 - 2 丸岡               | 初戦敗退 |
| 2004年（第83回）  | 徳島商（2年連続34回目）    | 1回戦    | ● 0 - 2 北海               | 初戦敗退 |
| 2005年（第84回）  | 徳島商（3年連続35回目）    | 1回戦    | ○ 3 - 2 湯本               | 3回戦    |
| 2005年（第84回）  | 徳島商（3年連続35回目）    | 2回戦    | ○ 3 - 0 一条               | 3回戦    |
| 2005年（第84回）  | 徳島商（3年連続35回目）    | 3回戦    | ● 0 - 5 鹿児島実           | 3回戦    |
| 2006年（第85回）  | 鳴門（4年ぶり2回目）       | 1回戦    | ● 2 - 2 羽黒 （8－9）      | 初戦敗退 |
| 2007年（第86回）  | 徳島商（2年ぶり36回目）    | 2回戦    | ● 1 - 2 日大藤沢           | 初戦敗退 |
| 2008年（第87回）  | 徳島商（2年連続37回目）    | 1回戦    | ○ 4 - 3 韮崎               | 2回戦    |
| 2008年（第87回）  | 徳島商（2年連続37回目）    | 2回戦    | ● 1 - 2 広島皆実           | 2回戦    |
| 2009年（第88回）  | 徳島商（3年連続38回目）    | 1回戦    | ● 1 - 1 藤枝明誠 （2－3）  | 初戦敗退 |
| 2010年（第89回）  | 徳島商（4年連続39回目）    | 1回戦    | ● 0 - 2 星稜               | 初戦敗退 |
| 2011年（第90回）  | 徳島市立（10年ぶり12回目） | 1回戦    | ○ 3 - 2 旭川実             | 2回戦    |
| 2011年（第90回）  | 徳島市立（10年ぶり12回目） | 2回戦    | ● 1 - 6 四日市中央工       | 2回戦    |
| 2012年（第91回）  | 鳴門（6年ぶり3回目）       | 1回戦    | ● 0 - 2 修徳               | 初戦敗退 |
| 2013年（第92回）  | 徳島市立（2年ぶり13回目）  | 1回戦    | ○ 1 - 1 帝京長岡 （3－2）  | 2回戦    |
| 2013年（第92回）  | 徳島市立（2年ぶり13回目）  | 2回戦    | ● 0 - 1 履正社             | 2回戦    |
| 2014年（第93回）  | 徳島市立（2年連続14回目）  | 1回戦    | ● 2 - 2 日大藤沢 （3 - 4） | 初戦敗退 |
| 2015年（第94回）  | 鳴門（3年ぶり4回目）       | 1回戦    | ○ 1 - 0 秋田商             | 2回戦    |
| 2015年（第94回）  | 鳴門（3年ぶり4回目）       | 2回戦    | ● 0 - 3 矢板中央           | 2回戦    |
| 2016年（第95回）  | 徳島市立（2年ぶり15回目）  | 1回戦    | ○ 1 - 1 帝京長岡 （5－4）  | 2回戦    |
| 2016年（第95回）  | 徳島市立（2年ぶり15回目）  | 2回戦    | ● 1 - 1 聖和学園 （2－4）  | 2回戦    |
| 2017年（第96回）  | 徳島北（初出場）           | 1回戦    | ● 0 - 3 帝京大可児         | 初戦敗退 |
| 2018年（第97回）  | 徳島市立（2年ぶり16回目）  | 2回戦    | ● 1 - 2 流通経済大柏       | 初戦敗退 |
| 2019年（第98回）  | 徳島市立（2年連続17回目）  | 2回戦    | ○ 0 - 0 尚志 （4－3）      | ベスト8  |
| 2019年（第98回）  | 徳島市立（2年連続17回目）  | 3回戦    | ○ 1 - 0 筑陽学園           | ベスト8  |
| 2019年（第98回）  | 徳島市立（2年連続17回目）  | 準々決勝 | ● 0 - 4 静岡学園           | ベスト8  |
| 2019年（第99回）  | 徳島市立（3年連続18回目）  | 2回戦    | ● 1 - 1 矢板中央 （5－6）  | 初戦敗退 |
| 2020年（第100回） | 徳島商（11年ぶり40回目）   | 1回戦    | ● 0 - 5 静岡学園           | 初戦敗退 |

## 学校別成績
（名称は現校名、前身学校時代を含む）
| 校名     | 出場回数 | 全国大会成績 | 備考                  |
| -------- | -------- | ------------ | --------------------- |
| 徳島商   | 40回     | 19勝40敗     | ベスト4 1回（1996年） |
| 徳島市立 | 21回     | 13勝21敗     | ベスト8 1回（2019年） |
| 富岡西   | 5回      | 1勝5敗       | ベスト8 1回（1952年） |
| 鳴門     | 4回      | 2勝4敗       |                       |
| 川島     | 1回      | 2勝1敗       | ベスト8 1回（1976年） |
| 徳島北   | 1回      | 0勝1敗       |                       |
| 県勢計   |          | 37勝72敗     |                       |

## 参考資料
- 高校サッカー90年史（編著:全国高等学校体育連盟サッカー専門部、講談社 2012年7月30日発行）